# Geisenhausen
Geisenhausen is een gemeente in de Duitse deelstaat Beieren, en maakt deel uit van het Landkreis Landshut.
Het vlek Geisenhausen telt 7.402 inwoners.
Het grondgebied van Geisenhausen omvat tevens de kernen Diemannskirchen, Feldkirchen, Holzhausen, Eiseldorf, Ringstetten en Salksdorf. Ten noorden ligt Adlkofen, ten oosten Vilsbiburg en ten westen Kumhausen.

## Geschiedenis
De eerste vermelding van Geisenhausen dateert van 4 oktober 980, ofschoon het dorp wellicht twee- tot driehonderd jaar ouder is. Vermoedelijk ontstond Geisenhausen in de 8e eeuw als de 'huizen van Giso' ofte Gisinhusir, wat in het Latijn tot Gisinhusa werd vervormd. In die periode was Geisenhausen een graafschap; Heinrich I, laatste graaf van Geisenhausen en tevens bisschop van Augsburg, schonk in 980 zijn bezit Gisinhusa aan de kerkelijke overheid van Augsburg.
Geisenhausen is historisch gezien sedert 1393 een vlek met marktrecht, in Beieren doorgaans met Markt aangeduid. Dit hield in dat de inwoners niet onder de voogdij van het nabije Landshut stonden en geen belasting aan de suzerein verschuldigd waren; hertog Frederik de Wijze van Beieren-Landshut verleende deze privilegiën aan het dorp: voortaan verkozen ze hun eigen gemeenteraad, die de autoriteit over nijverheid en politie bezat. Tevens bezaten ze hun eigen rechtbank en mochten ze tweemaal per jaar een markt organiseren. Wie burger van Geisenhausen werd, was zodoende niet langer lijfeigen.
In 1649 werd het vlek door de Zwarte Dood geteisterd; ook brandde het vijfmaal af, waaronder driemaal tijdens de Dertigjarige Oorlog (1618-1648). Het vlek Geisenhausen kende in die periode een sterke gildestructuur, waaronder een gilde voor de visvangst. Geisenhausen werd deel van het Hertogdom Beieren-Landshut.
Van 1410 tot 1710 stond de kerkelijke autoriteit van Geisenhausen onder het gezag van het bisdom Augsburg. Vanaf 1806 werd het vlek in het Koninkrijk Beieren geïncorporeerd.
De Geisenhausense inwoonster Anna Amman, ook wel Geistnandl genoemd, werd in 1752 wegens hekserij op de brandstapel terechtgesteld.
De schrijver Günter Eich woonde tien jaar lang in Geisenhausen, in het huidige postkantoor.
In 1981 woedde in Geisenhausen een grote brand in de plaatselijke BayWa-opslagplaats.

## Bezienswaardigheden
Door Geisenhausen stroomt de Kleine Vils. Deze verdeelt de gemeente in een noord- en een zuiddeel. Naast de Sint-Martinuskerk bevindt zich in Geisenhausen een kerk voor Sint-Theobald, die ongeveer tussen 1390 en 1790 een bedevaartsoord was.

## Economie

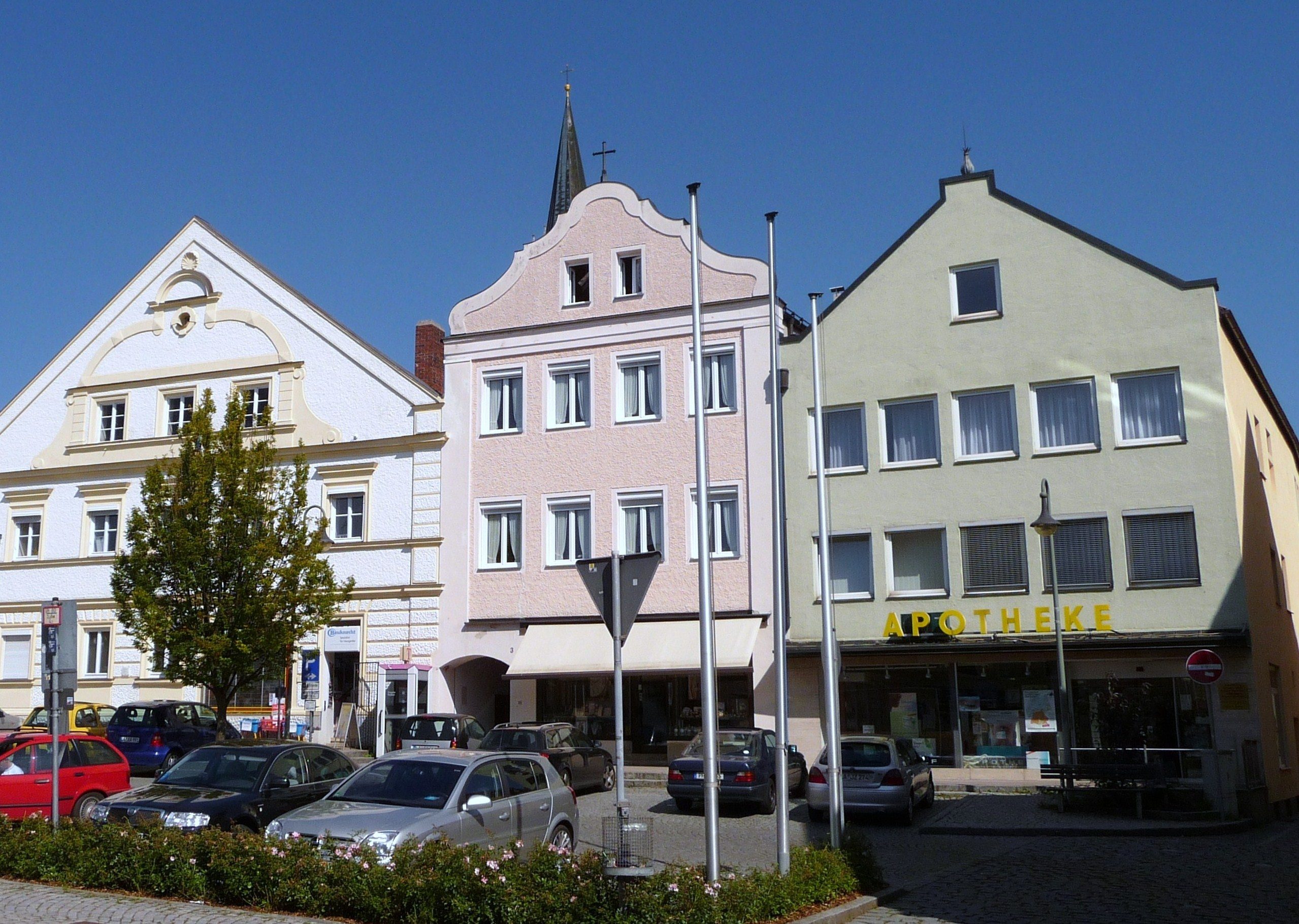
Dorpsplein van Geisenhausen, 2009

Geisenhausen bezit een eigen station met verbindingen naar Landshut en Salzburg via Rosenheim. Vanaf de tweede helft van de 19e eeuw ontwikkelde zich het agrarische Geisenhausen geleidelijk tot een industriestadje. De lederfabriek Dräxlmaier werd in 1875 opgericht. In 1917 kreeg Geisenhausen elektriciteit.
De verwoesting van het Derde Rijk heeft Geisenhausen al bij al weinig schade berokkend, ofschoon er van de inwoners 181 sneuvelden en 78 vermist werden. Op het dorpsplein staat een monument voor de omgekomenen uit beide wereldoorlogen. In de naoorlogse periode van het Wirtschaftswunder is Geisenhausen sterk verstedelijkt; tot de vernieuwingen behoorden eveneens een waterzuiveringsinstallatie en een gemeentelijk openluchtzwembad, geopend in 1971.
De gemeente heeft een aanzienlijk aantal KMO’s en een eigen Raiffeisenbank; de firma Pöschl is de wereldwijd grootste producent van snuiftabak. In Geisenhausen spreekt men het dialect van Neder-Beieren.
Adlkofen ·
Aham ·
Altdorf ·
Altfraunhofen ·
Baierbach ·
Bayerbach b.Ergoldsbach ·
Bodenkirchen ·
Bruckberg ·
Buch a.Erlbach ·
Eching ·
Ergolding ·
Ergoldsbach ·
Essenbach ·
Furth ·
Geisenhausen ·
Gerzen ·
Hohenthann ·
Kröning ·
Kumhausen ·
Neufahrn i.NB ·
Neufraunhofen ·
Niederaichbach ·
Obersüßbach ·
Pfeffenhausen ·
Postau ·
Rottenburg a.d.Laaber ·
Schalkham ·
Tiefenbach ·
Velden ·
Vilsbiburg ·
Vilsheim ·
Weihmichl ·
Weng ·
Wörth a.d.Isar ·
Wurmsham